# Lotta mongola

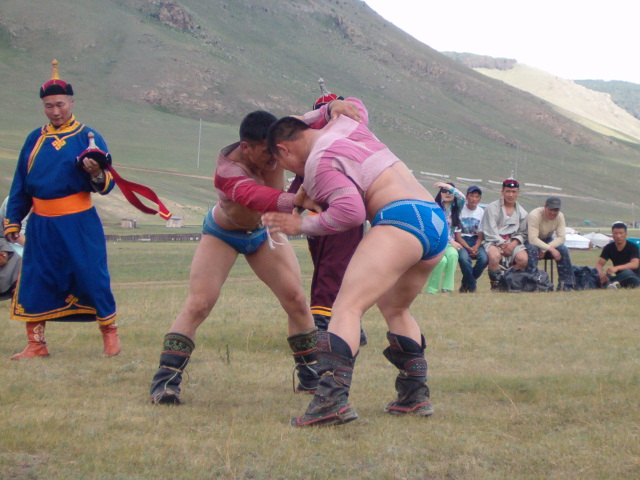
Lottatori tradizionali durante un Naadam

La lotta mongola (in mongolo ᠪᠥᠬᠡ, Bökh; mongolo cirillico: Бөх o Үндэсний бөх) è lo stile di lotta tradizionale dei mongoli della Mongolia, della Mongolia Interna e di altre regioni limitrofe.
Nella lotta mongola perde l'incontro colui che tocca terra con qualsiasi cosa che non sia il piede o il palmo della mano. Bökh significa "fermezza, affidabilità, vitalità, lottatore", dalla radice mongola *bekü "fermo, duro, solido; lottatore, uomo forte". La lotta è infatti la più importante delle storiche "tre doti virili" della cultura mongola, che comprendono anche l'ippica e l'arceria. Queste tre discipline vengono praticate ed esibite in occasione dei Naadam, festività mongola che ricorre in estate.